# The Phantom Honeymoon
The Phantom Honeymoon è un film del 1919, diretto da J. Searle Dawley.

## Trama
Il professor Juno P. Tidewater – il cui hobby è dimostrare l'infondatezza delle storie di fantasmi e spettri – si aggira per l'Europa in compagnia delle sue nipoti Vera e Caroline. In Irlanda, un vetturino li conduce in una località agreste dalla quale si intravede in lontananza il pittoresco castello di Benmore, che ha la nomea di essere infestato dai fantasmi; quale migliore occasione – pensa il professore – per demistificare tali leggende? Si dirige quindi a piedi verso il castello, seguito dalle sue riluttanti nipoti, che, giunte all'entrata, pensano bene di fare dietro-front e di ritornare al calesse, mentre il professore viene accolto dal custode del maniero, nonché fido servitore del da poco defunto suo proprietario, l'indiano Sakee.
Il professore gli chiede se il castello fosse veramente stregato, e l'indiano risponde.
Sakee inizia a raccontare. In una notte buia e tempestosa di tre anni prima il capitano Bob Lambert entra nel castello di Benmore, un'ora prima del proprio matrimonio, i cui preparativi stanno fervendo nel vicino maniero dei Truesdale. Egli è raggiunto dal proprietario del castello, James R. Claven, e fra i due avviene un duello decisamente singolare: entrambi pongono le braccia su un tavolo, mentre Sakee, il servitore di Claven, libera su di esso un serpente altamente velenoso. A venir morso è Bob Lambert. Betty Truesdale, la promessa sposa, allarmata da un inaspettato indizio, interviene, ma è ormai troppo tardi. Sakee scopre che il padrone ha barato, essendosi cosparso il braccio con una sostanza repellente per il rettile. Egli libera allora di nuovo il serpente, che morde Betty, e nel far ciò ha i suoi motivi. I promessi sposi muoiono.
Sakee continua il racconto, e spiega il motivo del duello. Qualche tempo prima di quella famigerata notte, ad una serata danzante dai Truesdale, il padre di Betty annuncia ufficialmente il fidanzamento della figlia con Bob Lambert, ed il loro venturo matrimonio. Claven, che pure ambirebbe alla mano di Betty, escogita una maniera per rendere impossibile l'unione. Egli convoca Bob e gli rivela il motivo (inventato) per cui il matrimonio non avrebbe potuto aver luogo. Bob non crede alla veridicità di Claven (pur evidentemente soggiacendo ai suoi stessi pregiudizi), e lo sfida a duello.
E Sakee conclude il suo racconto. La sera del duplice omicidio, e del prospettato matrimonio, i due cadaveri vengono gettati in fondo ad una rupe. Sakee racconta di aver visto gli spiriti dei deceduti levarsi dai corpi e levitare verso una luna di miele in paesi esotici, diverse immagini della quale egli ricorda e trasmette.
Fin qui nulla distoglie il professor Tidewater dal suo scetticismo, ma ad un certo punto egli vede le manifestazioni ectoplasmatiche degli spiriti di Bob e Betty materializzarsi davanti ai suoi occhi. La coppia, dal regno dei morti, è venuta ad incontrare James R. Claven, colui che li ha uccisi, da poco trapassato; il professore sembra convertirsi ad una accettazione dei fenomeni paranormali, salvo poi, una volta tornato dalle nipoti, in territorio sicuro, confermarsi nel proprio atteggiamento critico.

## Produzione
Il regista J. Searle Dawley è noto per aver girato nel 1910 Frankenstein, il primo adattamento cinematografico dell'omonimo romanzo di Mary Shelley, prodotto dalla Edison Studios, uno dei teatri di posa di proprietà dell'inventore Thomas Edison, nonché, nel 1916, Snow White, che ha fornito l'ispirazione a Walt Disney per il suo Biancaneve e i sette nani.
La Biblioteca del Congresso di Washington è in possesso di 2 copie della pellicola, una positiva e una negativa, entrambe in 16mm, ciascuna della lunghezza complessiva di 2126 piedi (648 metri) in 6 rulli.

## Distribuzione
Il film è uscito nelle sale cinematografiche statunitensi il 19 ottobre 1919, distribuito dalla Hallmark Pictures Corporation.
The Phantom Honeymoon è stato edito in DVD e Blu-ray nel 2016 a cura della Grapevine Video, corredato di una colonna sonora di David Knudtsons; il film è visionabile su YouTube.